# Grees

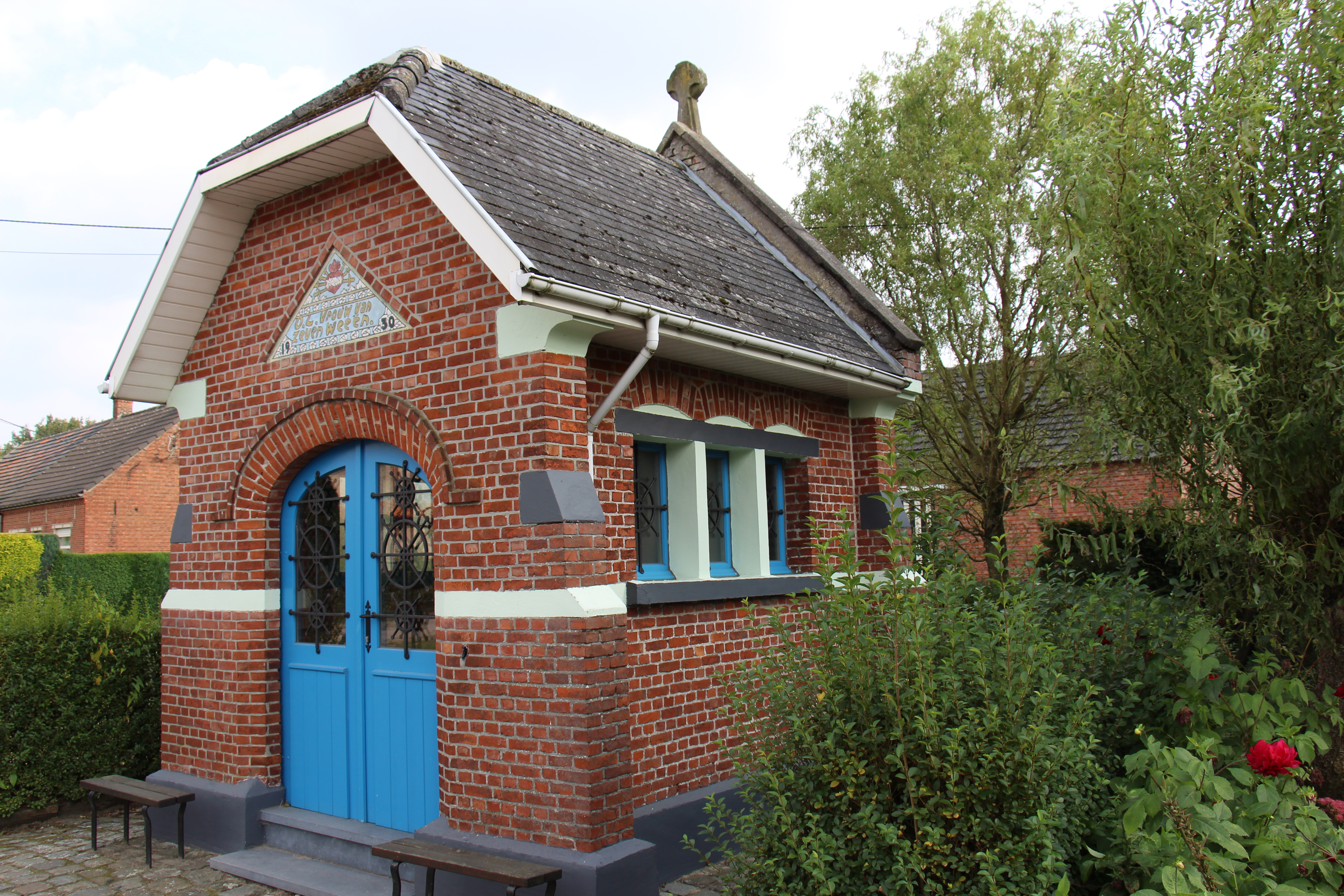
Kapel Onze-Lieve-Vrouw van Zeven Weeën

Grees is een straat in de gemeenten Meerhout en Balen, in de Belgische provincie Antwerpen.
Het is een lange straat die vanaf noordelijk Meerhout naar Balen loopt. Het bestaat feitelijk gezien uit meerdere woonkernen. De grootste woonkern is het deel dat het noordelijk deel vormt van het kerkdorp Hulsen. De westelijke woonkern wordt wel als een eigen gehucht geduid. Dit deel ligt voor het meeste deel in de gemeente Meerhout en ligt ten noorden van het gehucht Lil, dat zelf ook overloopt in het dorp Hulsen.